# Dekanat Rozogi
Dekanat Rozogi – jeden z 21 dekanatów w rzymskokatolickiej archidiecezji warmińskiej.

## Parafie
W skład dekanatu wchodzi 8 parafii:
- parafia Najświętszej Maryi Panny Królowej Polski – Faryny
- parafia św. Wojciecha Biskupa i Męczennika – Gawrzyjałki
- parafia Znalezienia Krzyża Świętego – Klon
- parafia Niepokalanego Poczęcia Najświętszej Maryi Panny – Lesiny Wielkie
- parafia św. Walentego – Lipowiec
- parafia św. Marii Magdaleny – Rozogi
- parafia Matki Boskiej Nieustającej Pomocy – Spychowo
- parafia św. Andrzeja Boboli – Świętajno

## Historia
Do 15 września 2022 roku w skład dekanatu wchodziło 9 parafii:
- parafia Najświętszej Maryi Panny Królowej Polski – Faryny
- parafia św. Wojciecha Biskupa i Męczennika – Gawrzyjałki
- parafia Znalezienia Krzyża Świętego – Klon
- parafia Niepokalanego Poczęcia Najświętszej Maryi Panny – Lesiny Wielkie
- parafia św. Walentego – Lipowiec
- parafia św. Marii Magdaleny – Rozogi
- parafia Matki Boskiej Nieustającej Pomocy – Spychowo
- parafia św. Andrzeja Boboli – Świętajno

## Sąsiednie dekanaty
Chorzele (diec. łomżyńska), Mikołajki (diec. ełcka), Mrągowo I, Myszyniec (diec. łomżyńska), Pasym, Pisz (diec. ełcka), Szczytno